# Stołpy (obwód brzeski)
Stołpy (biał. Стаўпы, Staupy; ros. Столпы, Stołpy) – wieś na Białorusi, w obwodzie brzeskim, w rejonie żabineckim, w sielsowiecie Krzywlany.
W pobliżu znajduje się przystanek kolejowy Stołpy, położony na linii Baranowicze – Brześć.

## Historia
W XIX i w początkach XX w. wieś i dwa przysiółki położone w Rosji, w guberni grodzieńskiej, w powiecie prużańskim, w gminie Murawiewskiej.
W dwudziestoleciu międzywojennym wieś i osada leżące w Polsce, w województwie poleskim, w powiecie kobryńskim, do 18 kwietnia 1928 w gminie Matiasy, następnie w gminie Tewle. W 1921 wieś i osada liczyły łącznie 170 mieszkańców, zamieszkałych w 37 budynkach, w tym 162 Białorusinów, 7 Polaków i 1 osobę innej narodowości. 163 mieszkańców było wyznania prawosławnego i 7 rzymskokatolickiego.
Po II wojnie światowej w granicach Związku Sowieckiego. Od 1991 w niepodległej Białorusi.